# Dénominations de la Communauté valencienne
Les dénominations du territoire de la Communauté valencienne sont multiples. Bien que « Comunitat Valenciana » (en valencien) soit la seule ayant un caractère officiel selon l'actuel statut d'autonomie de cette communauté autonome d'Espagne, ce même texte mentionne dans son préambule deux autres dénominations historiques du territoire, celle de « royaume de Valence » (« Regne de València » en valencien ; « Reino de Valencia » en castillan) et celle de « Pays valencien » (« País Valencià » en valencien ; « País Valenciano » en castillan). Selon le texte, la première fait référence à l'origine historique la plus lointaine de la conception territoriale valencienne, tandis que la seconde renvoie à l'origine du concept moderne d'autogouvernance de ce même territoire.

## Principales dénominations
Différentes dénominations ont été utilisées pour désigner le territoire valencien, dans différents contextes historiques. Actuellement, les dénominations les plus utilisées sont, selon les contextes (et selon la langue), « Communauté valencienne » (terme officiel) et « Pays valencien » (terme principalement utilisé en valencien, dans les milieux académiques et par certains partis politiques). Par métonymie, on parle également parfois simplement de « Valence », mais le terme est ambigu, pouvant également désigner, outre la capitale de la région, la province homonyme, depuis la mise en place de la division provinciale en Espagne au XIXe siècle,.

### Royaume de Valence

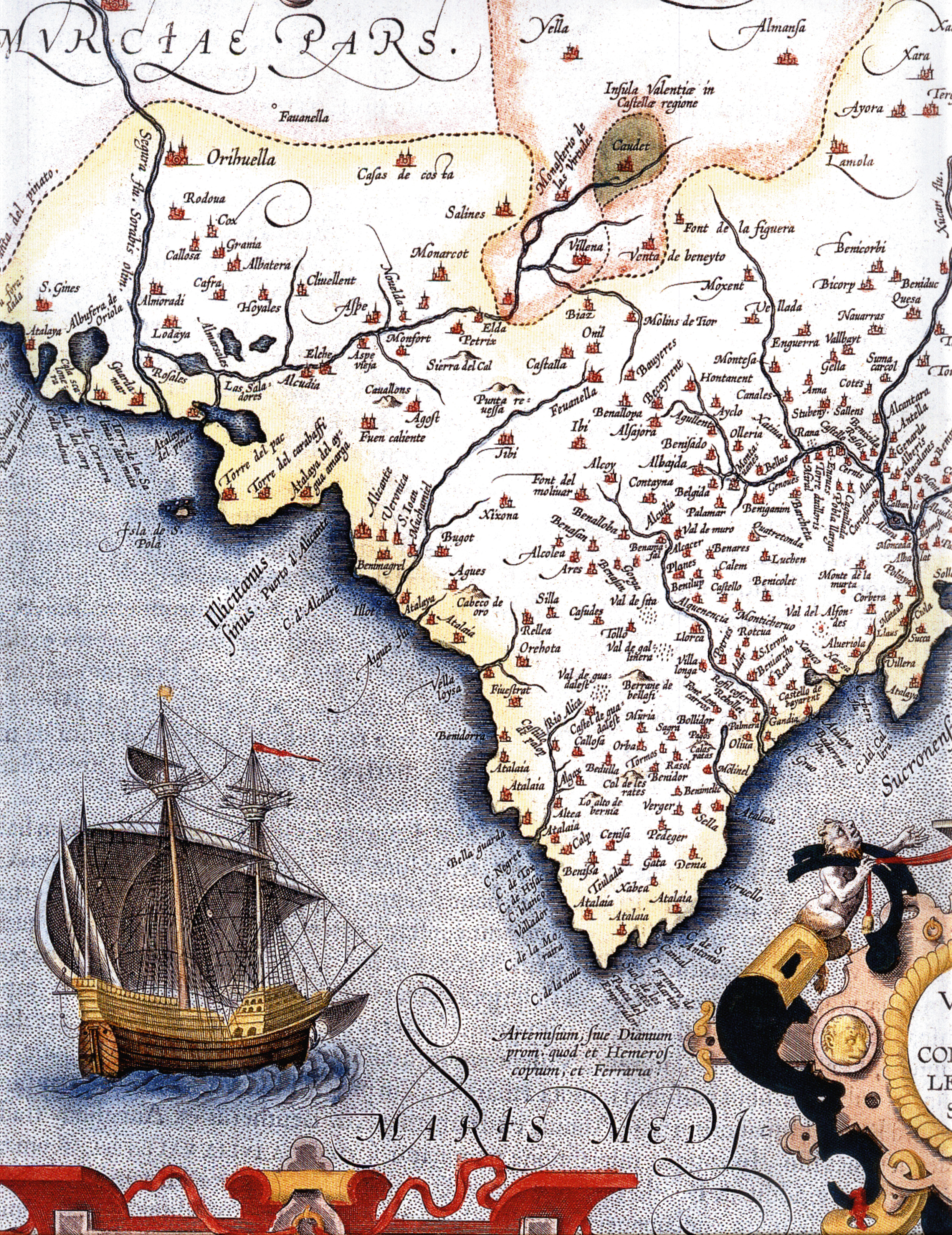
Carte du XVIe siècle d'une partie du royaume de Valence.

Le terme fait référence au territoire reconquis sur les musulmans par les troupes chrétiennes de la Couronne d'Aragon (essentiellement des Catalans et des Aragonais) dirigées par Jacques Ier en 1238. Bien qu'encore incomplet, celui-ci est immédiatement instauré en royaume (voir royaume de Valence) et doté d'une indépendance administrative, juridique et politique au sein de la Couronne avec l'instauration des « Coutumes de Valence » (Costums de València), principalement basés sur les Usages de Barcelone (Usatges) et les Coutumes de Lérida, et qui deviennent plus tard les Fors de Valence (Furs), statut politique propre de la capitale et qui sont étendus à la plus grande partie du royaume (les zones intérieures, peuplées par une majorité d'Aragonais, sont cependant soumises au régime féodal du royaume d'Aragon). Les fors, leur structure administrative et juridique et le royaume sont abolis en 1707 avec la promulgation des décrets de Nueva Planta par Philippe V à l'issue de la guerre de Succession d'Espagne, par lesquels le territoire valencien, comme la plupart des autres entités composant l'Espagne, est soumis au régime du royaume de Castille.
L'expression reste toutefois usitée au cours du XVIIIe siècle et au début du XIXe siècle, comme dans la division en gouvernorats (gobernaciones), ou encore dans la division provinciale de 1833 proposée par Javier de Burgos, dans laquelle le territoire valencien se trouve réparti sur trois provinces (comme dans la division actuelle) : Alicante, Castellón et Valence. Afin d'insister sur l'inexistence de toute valeur juridique ou politique de l'expression, on parle quelquefois d'« ancien royaume de Valence » pour désigner le territoire valencien
Au début du XXe siècle, le terme reste circonscrit aux milieux culturels, académiques et littéraires, en particulier depuis l'apparition du mouvement de renaissance de la langue valencienne, la Renaixença (qui trouve ses origines en Catalogne), avec par exemple l'instauration des Jeux floraux de la ville et du royaume de Valence (Jocs florals de la ciutat i del Regne de València), ainsi que l'émergence du nationalisme valencien, qui fait usage de « royaume » conjointement avec un nouveau terme : celui de « Pays valencien » (País Valencià).
Durant la dictature franquiste, le terme « royaume de Valence » tombe quelque peu en désuétude, mais son usage est réactivé au début des années 1980, avec des connotations clairement politiques, par le mouvement blavériste au cours de la Transition démocratique espagnole, en opposition à celui de « Pays » revendiqué par les autres courants valencianistes.
Actuellement, l'expression « royaume de Valence » reste reléguée dans les milieux académiques ou culturels à son acception historique ; il apparaît ainsi dans le préambule et dans le premier article de l'actuel Statut de la Communauté valencienne comme référence à l'origine historique de la communauté autonome. Certains secteurs blavéristes parmi les plus radicaux continuent toutefois de le revendiquer comme appellation officielle pour le territoire.
Dans les localités de Castille-La Manche proches de la frontière, spécialement dans la Province de Cuenca, ainsi que dans la comarque valencienne de la Plana d'Utiel, on utilise encore l'expression (en castillan) « bajarse al Reino » (littéralement : « descendre au royaume ») pour indiquer qu'une personne se rend dans une localité valencienne.

### Pays valencien

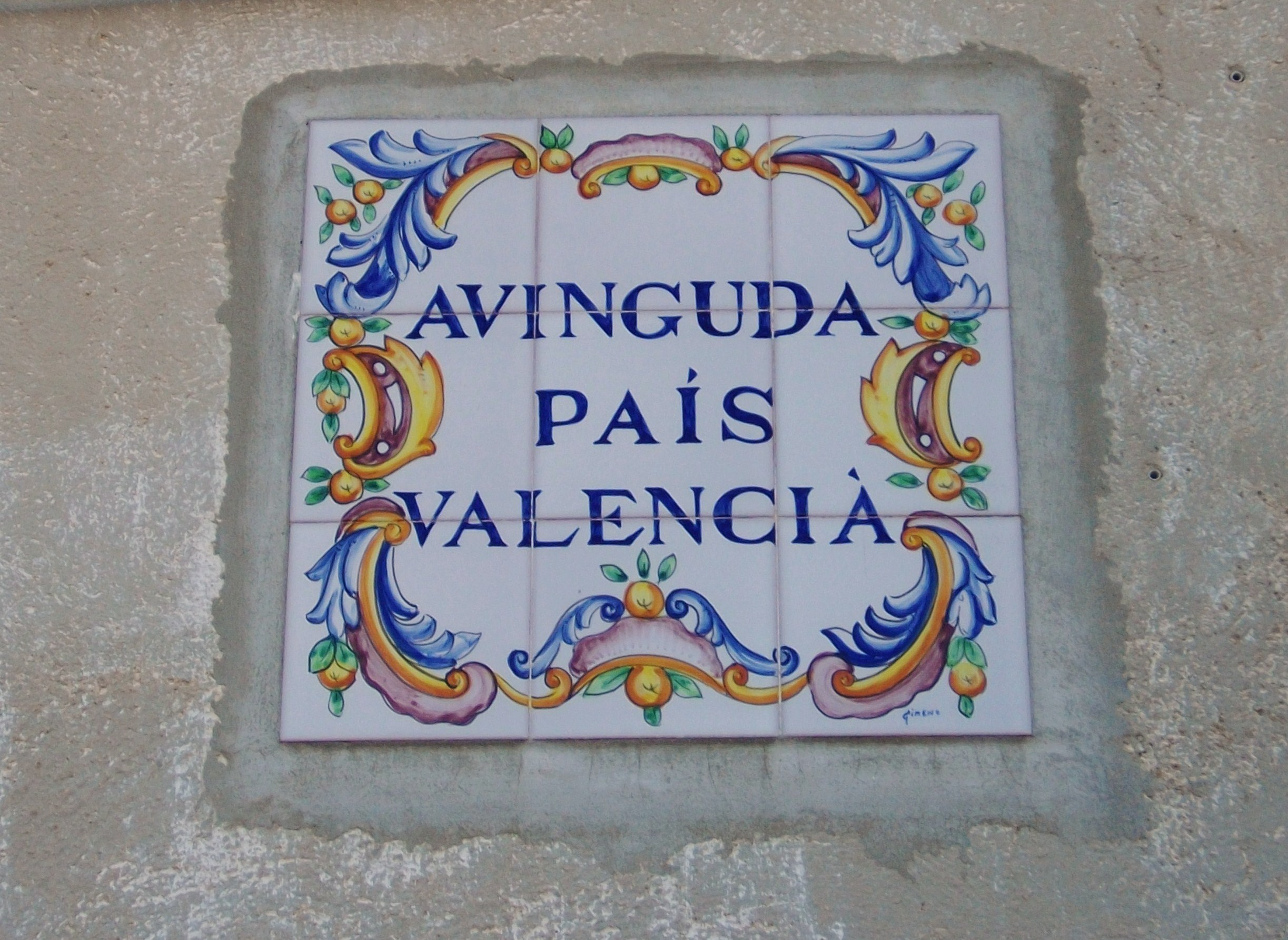
Plaque de rue dans le village de La Vall d'Alcalà.

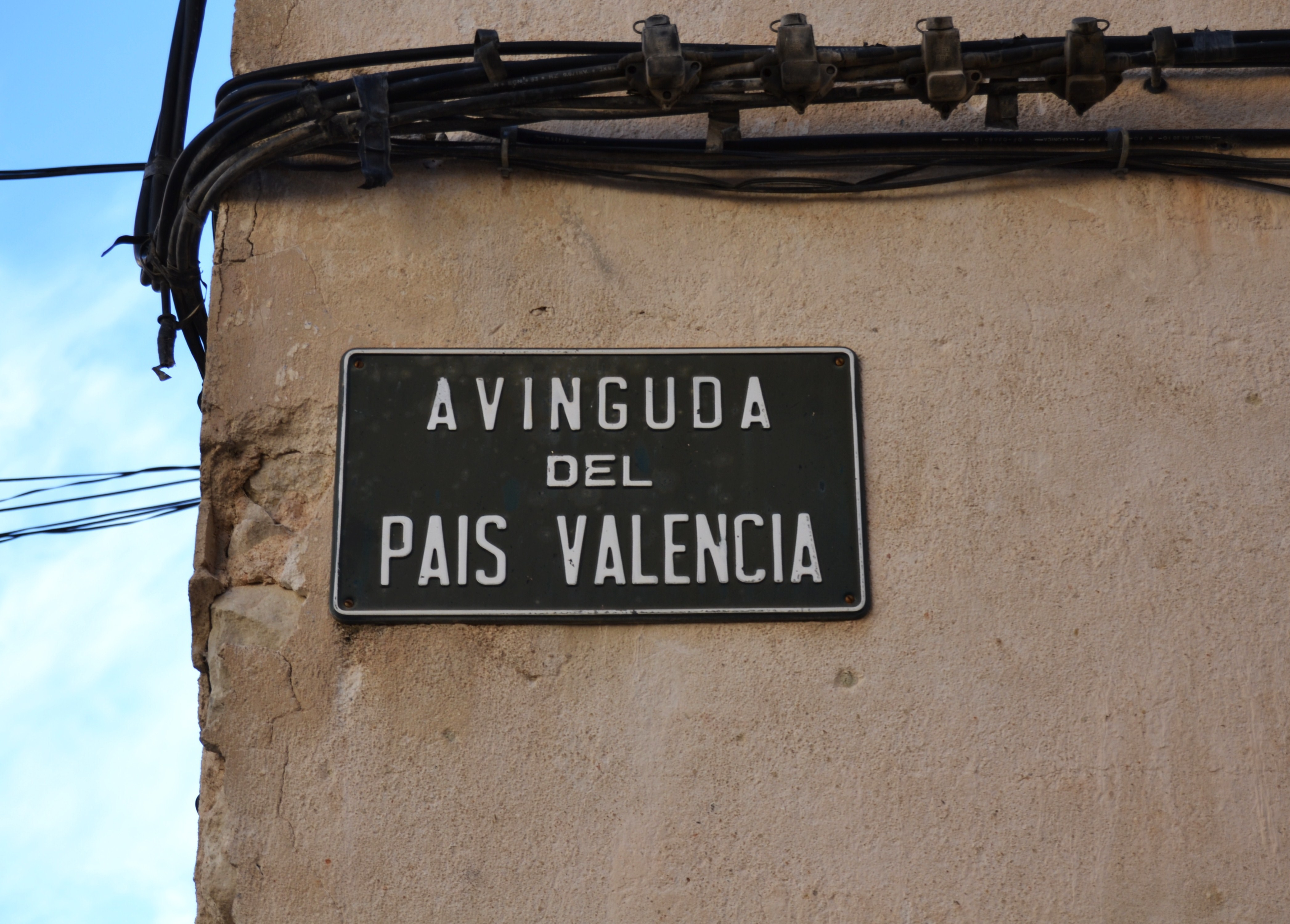
... dans le village de Quatretondeta.

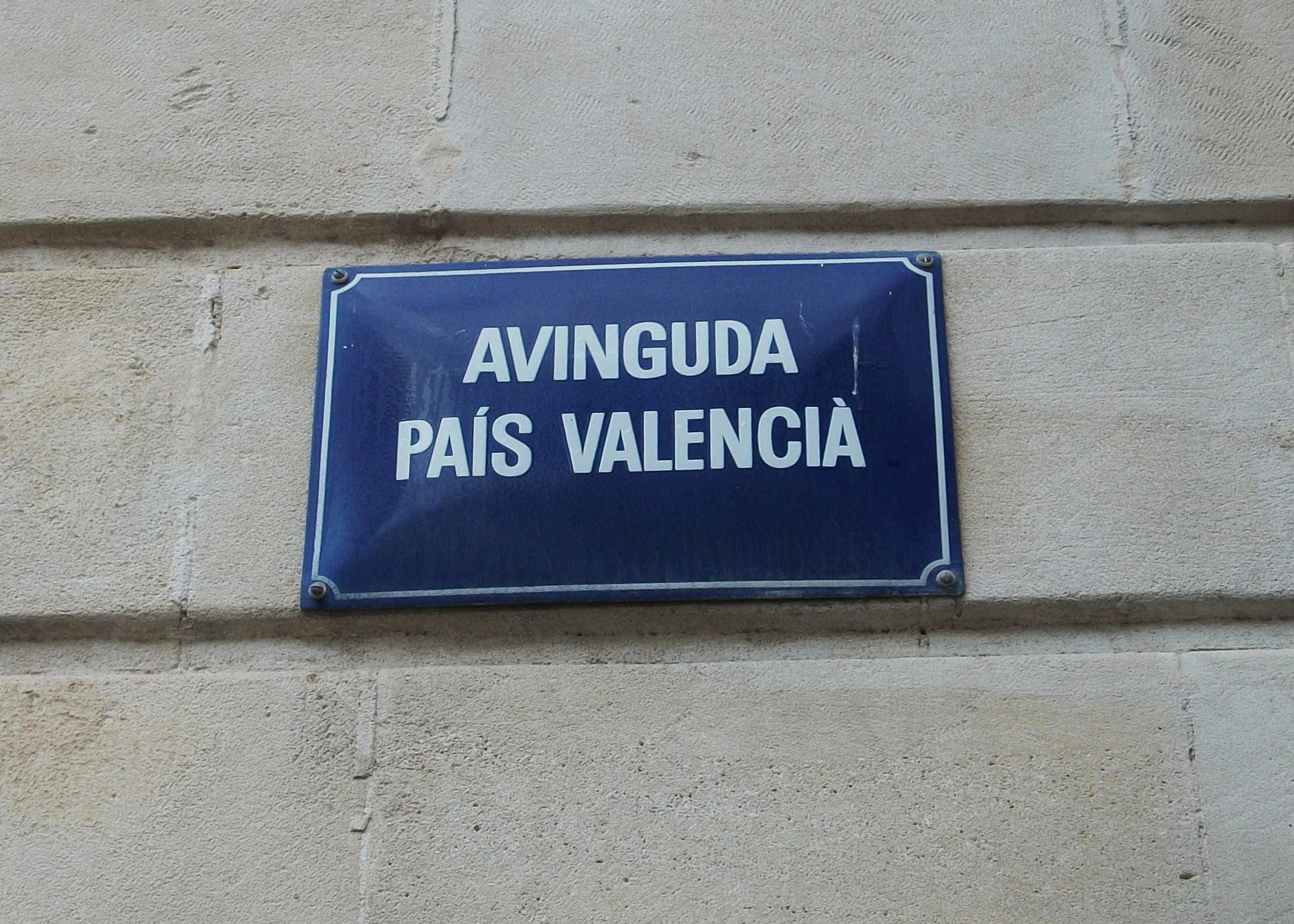
... dans la ville d'Alcoi.

« Pays valencien » est une dénomination moderne de l'ancien royaume de Valence largement attestée depuis la fin du XVIIe siècle,. On peut par exemple citer l'œuvre Vida de fra Agustín Antonio Pascual du frère Agustín Bella publié à Valence en 1699, les institutions forales du royaume étant encore en vigueur,. Un autre exemple, relevé par le philologue Manuel Sanchis Guarner dans son livre La llengua dels valencians (1933), est celui d'un document satirique de 1767 rédigé en valencien et portant le titre Carta no vista, lletra uberta, combit cheneral i particular, que fa Quelo el Roig d'Albal, nét de la tia Rafela, a tota la Cort de Madrit, per que vinga a veurer o mirar la gran Festa Centenar de la Verche Protectora, ulatant el lluit que estarà el País Valencià.
Sanchis Guarner considère que dans l'origine étymologique du terme on retrouve l'utilisation du gentilé « valencien » pour désigner la collectivité humaine résidant dans le territoire de l’ancien royaume (et non pas seulement dans la capitale Valence), et remarque que le texte de Francesc Eiximenis, Regiment de la cosa pública, utilise le concept de « peuple valencien » pour le distinguer des Catalans. Toutefois, en 1993 le philologue Curt Wittlin a démontré que ce passage était apocryphe.
Utilisé d'abord selon une acception purement géographique, au début du XXe siècle, l'expression « Pays valencien » est utilisée par les premières mouvances du nationalisme valencien avec des connotations davantage politiques et culturelles. Ainsi par exemple, le groupe Joventut Valencianista publie en 1906 une carte comarcale de la région faisant usage de ce nom. Il est également popularisé dans les années 1930 dans une série de publications académiques, culturelles et politiques, comme les Quaderns d'Orientació Valencianista (Cahiers d'orientation valencianiste) publiés par la maison d'édition Estel et actuellement édités par l'université de Valence,.
Le terme est largement utilisé dans des contextes officiels au cours de la Seconde République, comme de la part du Conseil provincial de Valence (Consell Provincial de València, antécédent de l'actuelle députation provinciale) dans une affiche de propagande institutionnelle anti-fasciste réalisée par Artur Ballester i Marco. Il est au départ adopté par le parti conservateur Droite régionale valencienne — élément local de la CEDA — puis largement adopté par les militants de gauche. Les différents projets de statut d'autonomie pour la région témoignent également de sa large acceptation au cours de la même période : le projet de bases pour le statut du Pays valencien de la CNT en 1936,,, celui d'Esquerra Valenciana en 1937 ou encore celui d'Izquierda Republicana en 1937 également.
Par la suite le terme s’est popularisé et est largement attesté dans la presse écrite locale de années 1960 par exemple[réf. souhaitée], notamment sous l’influence de Joan Fuster — en 1962, Editorial Destino publie El País Valenciano, un guide touristique de la région écrit par Fuster (col. Guías de España) —.
Au début du processus de transition démocratique qui fait suite à la mort du général Franco, c'est le nom courant et officiel utilisé pour désigner la région, sans susciter de polémique particulière dans un premier temps. L'entité gouvernementale valencienne chargée d'amener la région vers un régime d'autonomie, formée en avril 1978 et résultat d'un accord conclu par l'ensemble des représentants valenciens aux Cortes générales, est dénommée « Conseil du Pays valencien » (Consell del País valencià). De plus, peu avant l'approbation de la Constitution espagnole de 1978, ces mêmes parlementaires signent un document intitulé Compromís Autonòmic amb el País Valencià (Engagement autonomique avec le Pays valencien),,,. C'est le nom utilisé pour se référer à la région dans les Bulletin officiel de l'État au cours de la transition,. Il s'agit également la dénomination officielle proposée dans le dénommé Statut de Benicàssim, projet de statut d'autonomie issu d'un accord entre les différentes forces politiques valenciennes publié en 1981.
Cependant, à partir de 1980, le blavérisme (mouvement anticalaniste valencien surgi au cours de la transition), les secteurs issus du franquisme et la grande majorité des secteurs de droite de façon générale (notamment l'UCD valencienne, ayant pourtant ratifié l'engagement autonomique) rejettent ouvertement le terme en arguant qu'il s'agit d'un concept pancatalaniste, dont l'utilisation vise à soumettre la région au concept politique de Pays catalans, développé par Fuster en particulier dans son essai Nosaltres, els valencians de 1962.
Finalement, la région étant secouée par la bataille de Valence, vive controverse portant sur la symbologie de la région et animée par les secteurs blavéristes, l'appellation de « Pays » est rejetée et c'est celle, nouvelle, de « Communauté valencienne » qui est choisie dans le Statut d'autonomie de 1982 au terme d'un blocage imposé par l'UCD au Congrès, où le parti est majoritaire. Depuis, le terme fait toujours l'objet d'un rejet virulent de la part du Parti populaire de la Communauté valencienne, principal parti conservateur de la région, à la tête du gouvernement depuis 1995.
Ainsi, des membres de l'association professionnelle Union des journalistes valenciens, soutiennent qu'il existe au sein de Ràdio Televisió Valenciana, entité de la Generalitat valencienne chargée de l'émission de la télévision et radio publiques de la communauté, une liste noire de mots qu'elle ne doit pas diffuser dans ses médias car ils sont considérés comme « trop catalans »,,.
On trouve d'autres éléments attestant d'une obstruction faite à l'usage de « Pays valencien » de la part du PP dans les affrontements survenus entre certaines universités publiques valenciennes et le gouvernement valencien lors de la seconde législature d'Eduardo Zaplana comme président de la Generalitat. Au cours de cette période, les universités de Valence et de Castellón approuvent une réforme de leurs statuts respectifs dans lesquels est employé le terme de « País Valencià » pour désigner la communauté autonome, conformément à l'usage courant dans les milieux académiques, et rencontrent l'opposition de la Generalitat matérialisée dans un procès en justice, qui se révèle défavorable aux premières,,,,.

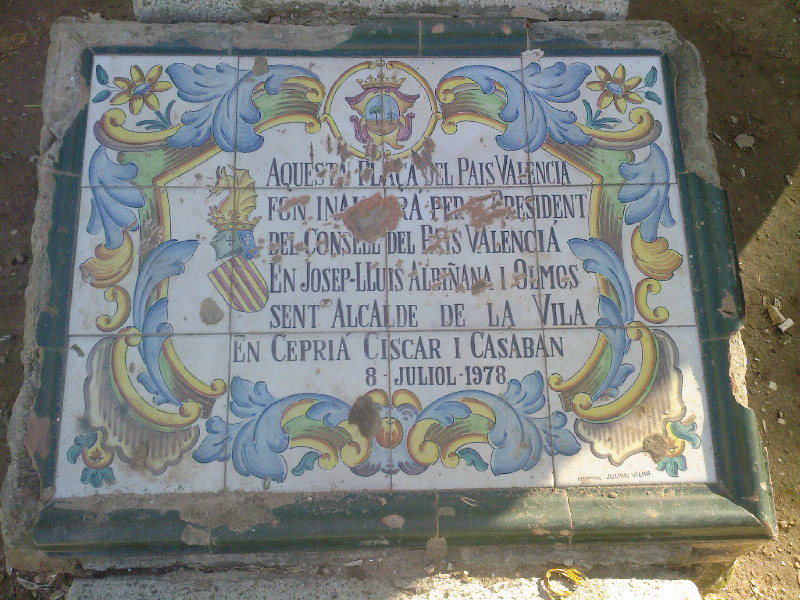
Plaque de la place du Pays valencien (plaça del País Valencià) de Picanya, inaugurée en 1978 par Josep Lluís Albiñana, président du Conseil du Pays valencien.

Une variante de la dénomination Pays valencien fut Land of Valencia, une marque touristique instaurée en 1997 par le président de la Generalitat Valencienne Eduardo Zaplana,.
En 1998, certains syndicats d'enseignants dénoncent un contrôle exercé sur l'enseignement par le département (Conselleria) d'éducation de la Generalitat visant à censurer l'expression dans les établissements scolaires.
D'autres exemples peuvent être trouvés à l'occasion des négociations menées entre les gouvernements valencien et catalan relatives à l'émission réciproque des programmes diffusés par leurs stations de radios et canaux télévisés respectifs (à la suite de la polémique suscitée par la fermeture des émetteurs de TV3 dans la Communauté valencienne), au cours desquelles le porte-parole valencien Vicent Rambla affirme publiquement que l'une des conditions demandées par le gouvernement valencien pour l'admission des médias de la Corporation catalane de radio et télévision dans la Communauté valencienne est l'abandon par ceux-ci de l'expression « Pays valencien » dans leurs manuels de style, demande qui est finalement rejetée et suscite de vives controverses,,,,,,,.
Cependant, le 26 octobre 2007, la Generalitat valencienne annonce la mise en place d'un accord de réciprocité entre les émissions des deux communautés, demandant à la Generalitat catalane un « effort de respect institutionnel », selon les mots de Vicent Rambla.
Les conflits concernant le qualificatif de « pays » appliqué au territoire valencien ont également été portés au niveau des institutions de l'État espagnol. Ainsi, au Congrès des députés, le Parti populaire proteste en 2004 contre l'utilisation de cette dénomination par une députée de la circonscription de Valence, Isaura Navarro, pour faire référence à la communauté autonome, et demande au bureau (mesa) du Congrès de refuser par conséquent ses initiatives parlementaires. Dans un premier temps, le président du Congrès, Manuel Marín, suivant l'avis de la Generalitat, considère ces arguments comme recevables, mais le bureau arrive finalement à la conclusion que le terme de « Pays valencien » est légalement valide, en raison notamment de sa mention dans le Statut d'autonomie,.
D'autres illustrations de l'opposition du PP à cette dénomination du territoire surviennent à la suite d'interventions du président du gouvernement espagnol José Luis Rodríguez Zapatero, à l'occasion de son premier discours devant le Sénat en 2004, ainsi que lors du premier bilan annuel de son mandat en avril 2005, au cours duquel il se réfère à Francisco Camps comme le « président du Pays valencien » (« presidente del País Valenciano »),. Zapatero répond aux protestations des conservateurs en indiquant qu'il ne fait que recueillir le nom utilisé par la section régionale de son parti (Parti socialiste du Pays valencien).

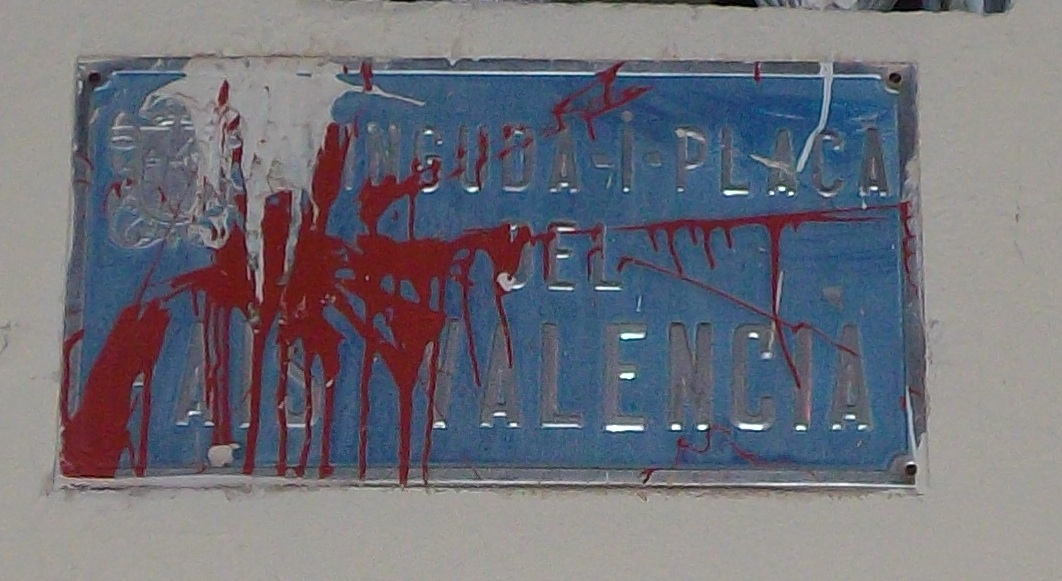
Plaque de l'avenue et place du Pays valencien vandalisée, à Xàtiva (31/12/2012).

En octobre 2012, le président de la Généralité valencienne, Alberto Fabra, affirme se montrer favorable à l'invalidation de toute initiative parlementaire ou document présenté aux Corts n'utilisant pas la dénomination de « Communauté valencienne » pour la région, ainsi qu'à la privation de subventions publiques aux entités dont le nom inclurait le terme de « Pays valencien ». Cette mesure, qui si elle était adoptée priverait de subventions les deux partis EUPV et PSPV-PSOE représentés aux Cortes, le second étant le premier parti de l'opposition au parlement, a été rejetée à deux reprises par le Tribunal constitutionnel,,. La même année, le maire de Xàtiva, Alfonso Rus (PP), affirme accéder à la demande de l'opposition (PSPV et Compromís) de retirer au général Franco le titre de maire honorifique de la ville en échange du renommage de la Plaça del País Valencià (« Place du Pays valencien »), mais finalement aucun de ces changements ne sera mené à terme.
L'usage de la dénomination de « Pays valencien » reste néanmoins considérable dans les milieux culturels, académiques et universitaires, on le retrouve dans le nom de certains espaces urbains (rues, places, avenues etc.), d'entités politiques, syndicales (UGT-PV, CCOO-PV, STEPV…) associationnelles (Acció Cultural del País Valencià, Associació d'Editors del País Valencià) ou médiatiques. Dans son 9e congrès, célébré le 28 septembre 2008, le PSPV-PSOE, autrefois à la tête de la Generalitat (1982-1995) et principal parti de l'opposition depuis lors, décide le maintien du nom de « País Valencià » dans sa dénomination, avec l'approbation de 97 % de ses délégués présents.
Dans sa thèse de doctorat consacrée aux liens entre anticatalanisme et identité valencienne, le sociologue Vicent Flor considère que l'un des succès du blavérisme a été de créer plusieurs tabous dans la société valencienne, en particulier le rejet du nom de « Pays valencien » pour la région et celui de « catalan » pour la langue propre de la communauté.
En 2019, un rapport du Conseil juridique consultatif de la Communauté valencienne affirme que le terme de « Pays valencien » « n'est pas étranger à la réalité historico-politique de la Communauté valencienne », souligne qu'il est attesté dans divers documents datant de la Seconde République espagnole et qu'il n'est pas contraire au statut d'autonomie car il ne fait référence ni au statut ni à la communauté autonome.

### Communauté valencienne

Drapeau de l'accord de Benicàssim.

Drapeau officiel de la Communauté valencienne, qui est également celui de la capitale.

L'expression « Communauté valencienne » est utilisée pour la première fois comme dénomination du territoire valencien dans la proposition de Statut d'autonomie de l'assemblée de parlementaires de la région connue sous le nom d'Accord ou Statut de Benicàssim, conçu comme un ensemble de concessions réalisées de part et d'autre pour parvenir à un consensus (la gauche acceptant un drapeau portant la frange bleue, la droite acceptant pour sa part l'appellation de « Pays », les deux termes étant utilisés conjointement et indistinctement).
Toutefois, lorsque la proposition de statut passe en votation au Congrès des députés à Madrid, l'UCD rompt l'accord et exige, sur le plan symbologique, à la fois l'adoption du drapeau avec la frange bleue et le terme de « royaume de Valence » comme nom officiel de la communauté. La droite étant en majorité au congrès, la direction du PSOE espagnol parvient à un accord avec le député valencien Emilio Attard, par lequel l'appellation de « royaume » est abandonnée au profit de celle, exclusive, de « communauté ». Les deux autres appellations sont recueillies dans le préambule, dans l'idée que les partis successifs responsables du gouvernement choisiraient celui qu'ils estimeraient convenir le mieux. Le compromis est approuvé avec l'abstention du PSOE et l'opposition du PCE.
Depuis, le terme de « Communauté valencienne » a été popularisé par l'usage officiel, et notamment par le biais d'importantes campagnes publicitaires touristiques promues par la Generalitat.
Lors d’une interview accordée en 1991 au magazine El Temps, Attard déclara : « Je ne me risquerai pas à dire s’il valait mieux dire royaume, pays ou l’imbécilité de Communauté valencienne, que j’ai moi-même inventée »,,.
En 2005, le titre du journal officiel du gouvernement du territoire, initialement Diari Oficial de la Generalitat Valenciana, est changé pour Diari Oficial de la Comunitat Valenciana

## Autres dénominations

### Levant
La dénomination de « Levant » (« Llevant » en valencien ; « Levante » en castillan) fait référence à la situation géographique de la région dans la péninsule Ibérique mais inclut également la Région de Murcie et, généralement, la province d'Albacete. Le terme est relativement peu usité et est peu accepté par la population valencienne, qui lui attribue des connotations négatives. On le retrouve cependant par exemple dans le nom d'un des deux journaux historiques de la région, Levante-EMV (à l'origine El Mercantil Valenciano, renommé par le parti franquiste FET y de las JONS à la suite de sa confiscation au bénéfice du Movimiento), ainsi que dans le nom d'une équipe de football de la ville de Valence, Levante UD.
L'intellectuel nationaliste Joan Fuster, figure de référence du valencianisme, dénonce cette nouvelle qualification comme une « étiquette déformatrice », dont la finalité serait de « retirer de la circulation le terme « valencien » pour qualifier le pays » et de restreindre son utilisation au seul contexte de la province de Valence.

### Région valencienne
La dénomination de « Région valencienne » (en valencien « Regió valenciana » ; en castillan « Región valenciana ») met l'accent sur le caractère régional du territoire, qui peut être compris dans une acception purement géographique, ou bien avec des connotations plus politiques (en insistant sur le territoire valencien compris comme une région d'Espagne, elle peut être interprétée comme étant régionaliste). La dénomination a été utilisée avec une certaine ancienneté (on la retrouve ainsi par exemple, aux côtés de « pays », dans le projet de Statut d'autonomie du parti nationaliste Esquerra Valenciana en 1937) et particulièrement durant le franquisme. Il s'agit d'une expression relativement peu usitée actuellement.

### Principauté de Valence
Une grande partie de l'actuel territoire valencien fut conquit par Ruy Díaz de Vivar,,, aussi connu sous le nom du Cid qui, dans un premier temps avait conquis Valence pour la Castille, créa une principauté indépendante aux alentours de la taïfa de Valence, qui aurait aussi la protection militaire du comte de Barcelone Raimond-Bérenger III de Barcelone, qui était le gendre du Cid, et du roi de la Castille Alphonse VI de León. En l'an 1098, dans une dédicace de la cathédrale Sainte-Marie de Valence à la Vierge Marie, Ruy Díaz de Vivar signa un document en s'accordant le titre de «Príncipe Rodrigo el Campeador» («Prince Ruy le guerrier», en castillan),,. De nos jours, l'usage du terme Principauté de Valence, est restreinte à la principauté qui fut gouvernée d'abord par le Cid et, ultérieurement, par son épouse Chimène.

### Mancomunnauté valencienne
Celle-ci était la dénomination employée dans les bases que la Députation provinciale de Valence et la mairie de Valence avaient élaboré en 1919 pour créer une administration décentralisée.

### Mancommunauté des provinces valenciennes
Cette expression (sous sa forme castillane Mancomunidad de las provincias valencianas) est utilisée durant la Transition démocratique espagnole dans une proposition de statut d'autonomie à l'initiative de la section valencienne du parti conservateur Alianza Popular. Elle est restée confidentielle.

### Audiovisuel
- (ca) Del roig al blau. la transició valenciana, de Llorenç  Soler, de Miquel  Francés, Universitat de València, 2004, DVC-PRO [présentation en ligne]